# Taenioptynx
Taenioptynx – rodzaj ptaków z podrodziny sóweczek (Surniinae) w obrębie rodziny puszczykowatych (Strigidae).

## Zasięg występowania
Rodzaj obejmuje gatunki występujące w południowej i południowo-wschodniej Azji.

## Morfologia
Długość ciała 15–17 cm; masa ciała samic około 63 g, samców około 53 g.

## Systematyka

### Etymologia
Taenioptynx: gr. ταινια tainia „taśma, pasek”; πτυγξ ptunx, πτυγγος ptungos „sowa”.

### Podział systematyczny
Do rodzaju należą następujące gatunki:
- Taenioptynx brodiei (E. Burton, 1836) – obrożynka indochińska
- Taenioptynx sylvaticus (Bonaparte, 1850) – obrożynka sundajska